# The Saintly Sinner
The Saintly Sinner er en amerikansk stumfilm fra 1917 af Raymond Wells.

## Medvirkende
- Ruth Stonehouse som Jane Lee
- Jack Mulhall som George Barnes
- Alida Hayman som Bess Murphy
- Dorothy Drake som Mrs. Carrington
- Henry Devries som John Brock